# 溫特貝格山
47°30′38″N 12°36′14″E / 47.51056°N 12.60389°E
溫特貝格山（德語：Unterberg），是奧地利的山峰，位於該國西部，由蒂羅爾州負責管轄，屬於基茨比爾阿爾卑斯山脈的一部分，處於基茨比爾縣境內，海拔高度1,187米。